# SYBR Green I
SYBR Green I (SG) ist ein asymmetrischer Cyanin-Farbstoff, der in der Molekularbiologie zum Nachweis von doppelsträngiger DNA benutzt wird.

## Eigenschaften

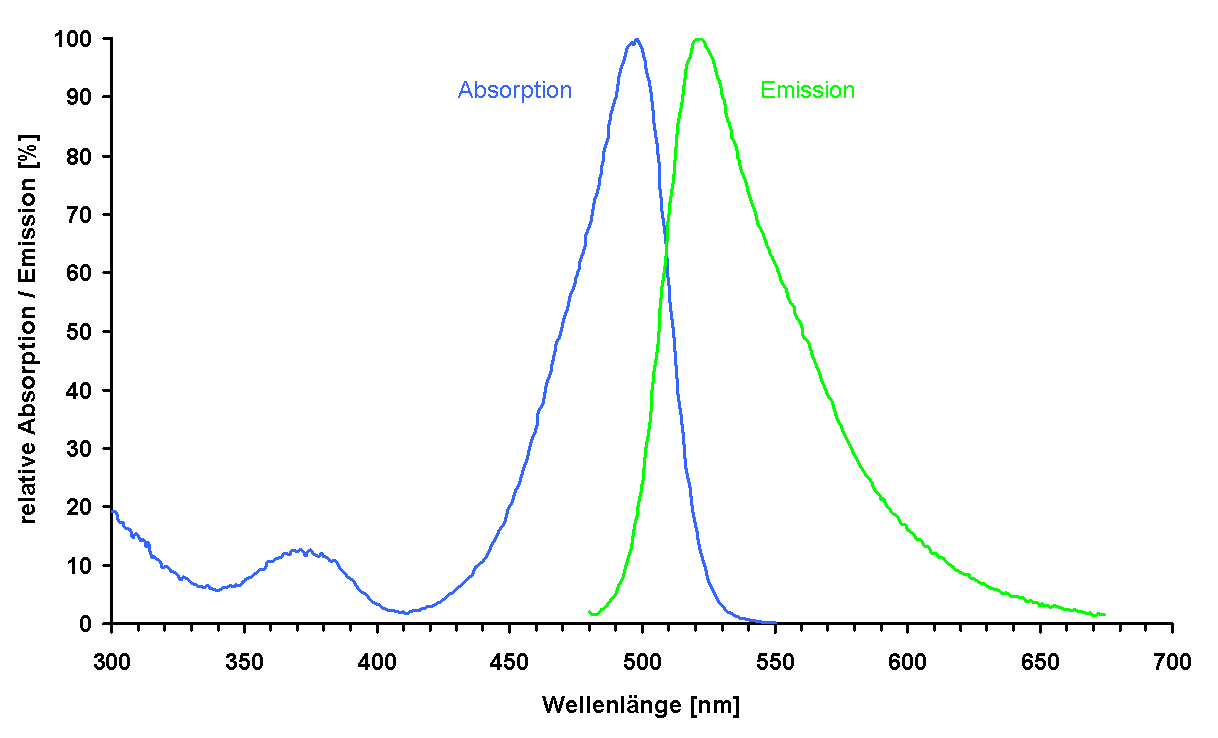
Absorptions- und Emissionsspektrum von SYBR Green I in Anwesenheit von DNA

SYBR Green I bindet doppelsträngige DNA. Der daraus resultierende DNA-Fluoreszenzfarbstoff-Komplex absorbiert blaues Licht bei einer Wellenlänge λmax = 494 nm und emittiert grünes Licht bei λmax = 521 nm. Weitere, wenn auch deutlich schwächere, Absorptionsmaxima liegen im UV-Bereich bei 284 nm und 382 nm. SYBR Green I bindet auch an Einzelstrang-DNA sowie RNA. Dieses Fluoreszenzsignal ist aber deutlich geringer, als wenn der Farbstoff an einer doppelsträngigen DNA gebunden ist. SYBR Green I ist mutagen und möglicherweise karzinogen.

## Verwendung
SYBR Green I wird zur Detektion von doppelsträngiger DNA verwendet, z. B. in der Gelelektrophorese, der Real time quantitativen PCR und in Zellviabilitätstests. Alternativ wird Ethidiumbromid, Methylenblau oder die Silberfärbung zur Färbung von DNA verwendet. Höhere Konzentrationen an SYBR Green werden dafür verwendet, um Agarosegele zu färben, um dadurch DNA sichtbar zu machen. Ähnliche Cyanin-Farbstoffe zur Färbung von DNA sind z. B. SYBR Green II (zum Nachweis von RNA und einzelsträngiger DNA), SYBR Gold, SYBR Safe, YO (Oxazole Yellow), TO (Thiazole Orange) und PG (PicoGreen).